# Bøvlingbjerg
Bøvlingbjerg er en lille by i det nordlige Vestjylland med 485 indbyggere  (2024). Bøvlingbjerg er beliggende nær Bøvling Fjord og Vesterhavet syv kilometer vest for Bækmarksbro og 18 kilometer sydvest for Lemvig.
Der var engang 2 skoler, nu er der kun en.
Der er 2 kirker i byen.
Byen ligger i Region Midtjylland og hører under Lemvig Kommune. Bøvlingbjerg er beliggende i Bøvling Sogn. I byen findes Bøvling Kirke og Bøvling Idrætsefterskole.
Præsten og foredragsholderen Bent Lumholt (1930-2009) voksede op i Bøvlingbjerg.
Indbyggere i Bøvling omtales Bøvlinger.